# Werl
Werl is een stad en gemeente in de Duitse deelstaat Noordrijn-Westfalen, gelegen in de Kreis Soest. Sedert 2015 mag Werl zich officieel  Wallfahrtsstadt Werl  noemen. De gemeente telt 30.702 inwoners (31 december 2020) op een oppervlakte van 76,35 km².

## Stadsdelen

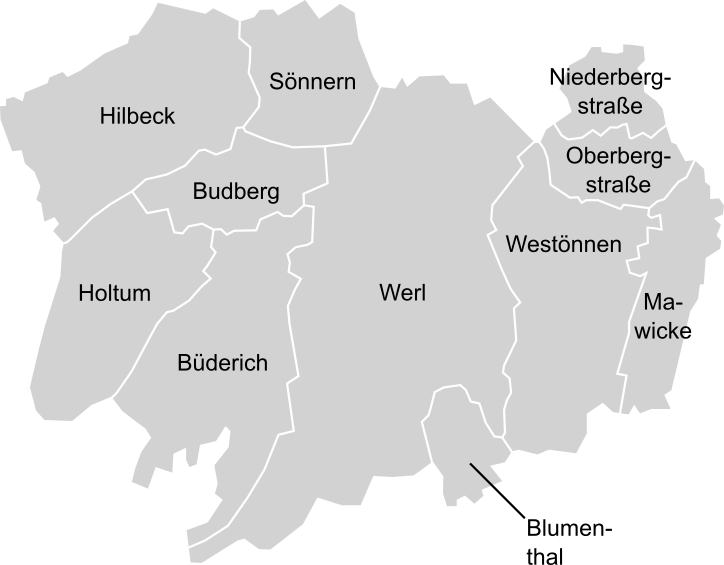
De stadsdelen van Werl

In 1969 zijn in het kader van een gemeentelijke herindeling diverse omliggende dorpen bij de gemeente Werl gevoegd. Een van deze stadsdelen is Hilbeck, met eind 2018 een bevolking van 1.292 zielen. Ook Büderich (3.037), Holtum (1.084) en Westönnen (2.505) hebben meer dan duizend inwoners. Zie bovenstaand kaartje.

## Ligging, verkeer, vervoer
De stad ligt 15 km ten oosten van Unna en 18 km ten westen van Soest. Met beide steden is er een frequente spoorverbinding. Ten zuiden van de stad loopt de Autobahn A44 Dortmund-Kassel, die bij het Autobahnkreuz Werl ten zuidwesten van Werl de Autobahn A445 naar o.a. Arnsberg kruist. 
Aan de noordkant van Werl strekt zich de vruchtbare Soester Börde uit. 10 km naar het zuiden, voorbij Wickede aan de Ruhr,  begint het Sauerland. De stad Hamm aan de rivier de Lippe ligt 17 km ten noorden van Werl.

## Economie
De dienstensector is in de stad van groot belang. Werl beschikt over een gevangenis en als regionaal centrum over een Amtsgericht, een ziekenhuis en vele scholen.
Van de industriële ondernemingen in de stad was tot 2019 een filiaal van de firma Kettler, internationaal bekend vanwege o.a. tuinmeubelen, fietsen, sportartikelen, speelgoed  en vroeger ook de trapautootjes, de grootste. Dit bedrijf is in de tweede helft van 2019 failliet gegaan. Ultimo 2020 staan enkele van de bedrijfspanden van Kettler te huur; andere zijn aan nieuwe ondernemingen verhuurd, waaronder één of twee, die de bedrijfsactiviteiten van Kettler voor een klein deel voortzetten. Een groot verlies aan arbeidsplaatsen is wel opgetreden.
Daarnaast is er een tamelijk belangrijke metaalwarenfabriek.
Ook het met de bedevaarten samenhangende toerisme is belangrijk.

## Geschiedenis
De stad ligt aan de historische Westfaalse hellweg. Twee kilometer ten oosten van Werl lag Rithem, een rond 850 al bestaande plaats waar belangrijke zoutwinning plaatsvond en die in de 13e eeuw werd verlaten. De inwoners zijn vermoedelijk naar Werl verhuisd.
Werl dateert al uit de tijd van Karel de Grote en dankt, evenals het naburige Soest, zijn welvaart aan de combinatie van een gunstige ligging aan een oude handelsroute, de aanwezigheid van zouthoudende bronnen, waardoor de lucratieve zoutwinning mogelijk was, en de ligging bij de vruchtbare Soester Börde.
Vanaf ongeveer het jaar 1000 was Werl zetel van een graafschap. Keizer Hendrik II de Heilige werd in 1002 mogelijk in Werl tot de nieuwe heerser gekozen. In 1024 wordt de stad als Werla voor het eerst in een document genoemd. Later verhuisde de residentie van de graven van Werl-Arnsberg naar Arnsberg.
De zoutzieders vormden vanaf de 13e eeuw een machtsblok van betekenis in de stad. In 1246 kregen zij zelfs bepaalde adellijke privileges. Het recht om een zoutziederij te bedrijven was erfelijk; in de 16e eeuw waren er nog 14 (tegenwoordig nog slechts twee) van deze invloedrijke Erbsälzer-families, die tot en met de 18e eeuw de stad (mede) bestuurden. Nog steeds wordt (sedert 1708) in Duitsland de aanduiding Erbsälzer zu Werl als een adellijke titel erkend.
In 1389 werd de stad tijdens een oorlog tussen Keulen en de graven van Mark geheel verwoest, en daarna herbouwd. In tegenstelling tot Soest, bleef Werl in de zgn. Soester Fehde (1444-1449) de Keulse aartsbisschop trouw.
In de 15e, 16e en 17e eeuw werd Werl meermalen geteisterd door pestepidemieën en stadsbranden. 
Van 1519 tot  aan de sloop, t.b.v. de wegenbouw, in 1825 stond er een in opdracht van de toenmalige Keulse aartsbisschop gebouwd kasteel in de stad. Restanten hiervan zijn als ruïne bewaard gebleven.
Evenals Soest is Werl berucht vanwege de heksenprocessen in de late 16e en vroege 17e eeuw. 
In 1583 werd de stad tijdelijk protestant, omdat de toenmalige bisschop van Keulen zich tot het gereformeerde geloof had bekeerd. Deze bisschop, Gebhard I. von Waldburg,  werd, na een korte burgeroorlog, de Keulse Oorlog, afgezet en vluchtte naar Nederland. In 1586 werd de -intussen weer katholieke- stad door Staatsgezinde troepen onder Maarten Schenk van Nydeggen geplunderd.
In 1661 werd de stad een bedevaartsoord, doordat de aartsbisschop van Keulen aan het naburige Soest een straf had opgelegd wegens een stroperijincident. Deze straf bestond daarin, dat het als wonderdadig beschouwde Mariabeeld door de Wiesenkirche in die stad aan Werl moest worden afgestaan. Bijkomend voordeel was, dat de bedevaarten, die gestaakt waren nadat Soest bij de Reformatie protestant was geworden, hervat konden worden, wat Werl de nodige economische voordelen opleverde.
De 18e eeuw en de eerste helft van de 19e eeuw waren slechte tijden voor Werl: opnieuw deden zich regelmatig grote branden, epidemieën en andere rampen voor. Pas in de 2e helft van de 19e eeuw trad, na de komst van een spoorwegaansluiting en een grote gistfabriek, herstel in.
Werl was ten tijde van het Derde Rijk behoorlijk nazi-gezind. De nazi's gebruikten de stedelijke gevangenis en een in 1941 gestichte munitiefabriek als werkkamp voor o.a. krijgsgevangenen uit de Sovjet-Unie. De Luftwaffe had er een vliegschool en later een Fliegerhorst. Vele malen werd Werl dan ook door de geallieerden gebombardeerd. In april 1945 gaf de Luftwaffe het vliegveld op, onder achterlating van veel etenswaren en andere waardevolle artikelen. De verarmde en uitgehongerde  bevolking haastte zich, het terrein leeg te plunderen. Al spoedig daarna volgde de verovering door de geallieerde troepen.
Na de Tweede Wereldoorlog had de gevangenis van Werl een ietwat twijfelachtige reputatie. De geallieerden sloten er in het kader van de denazificatie enkele prominente Duitsers op, van wie men niet zeker wist, of zij nazi-gezind (gebleven) waren. Maar ook beruchte generaals als Albert Kesselring en Erich von Manstein hebben er vastgezeten.
Tot 1994 was de stad hoofdkwartier van enige duizenden Canadese en Belgische militairen, die, hoewel ze in een aparte wijk woonden, ook het nodige aan het economisch herstel van Werl bijdroegen.
In 1989 werd voor de in aantal groeiende gemeenschap van Turkse moslims een moskee gebouwd. Het is de oudste moskee in Duitsland, die van een minaret is voorzien.

## Bezienswaardigheden

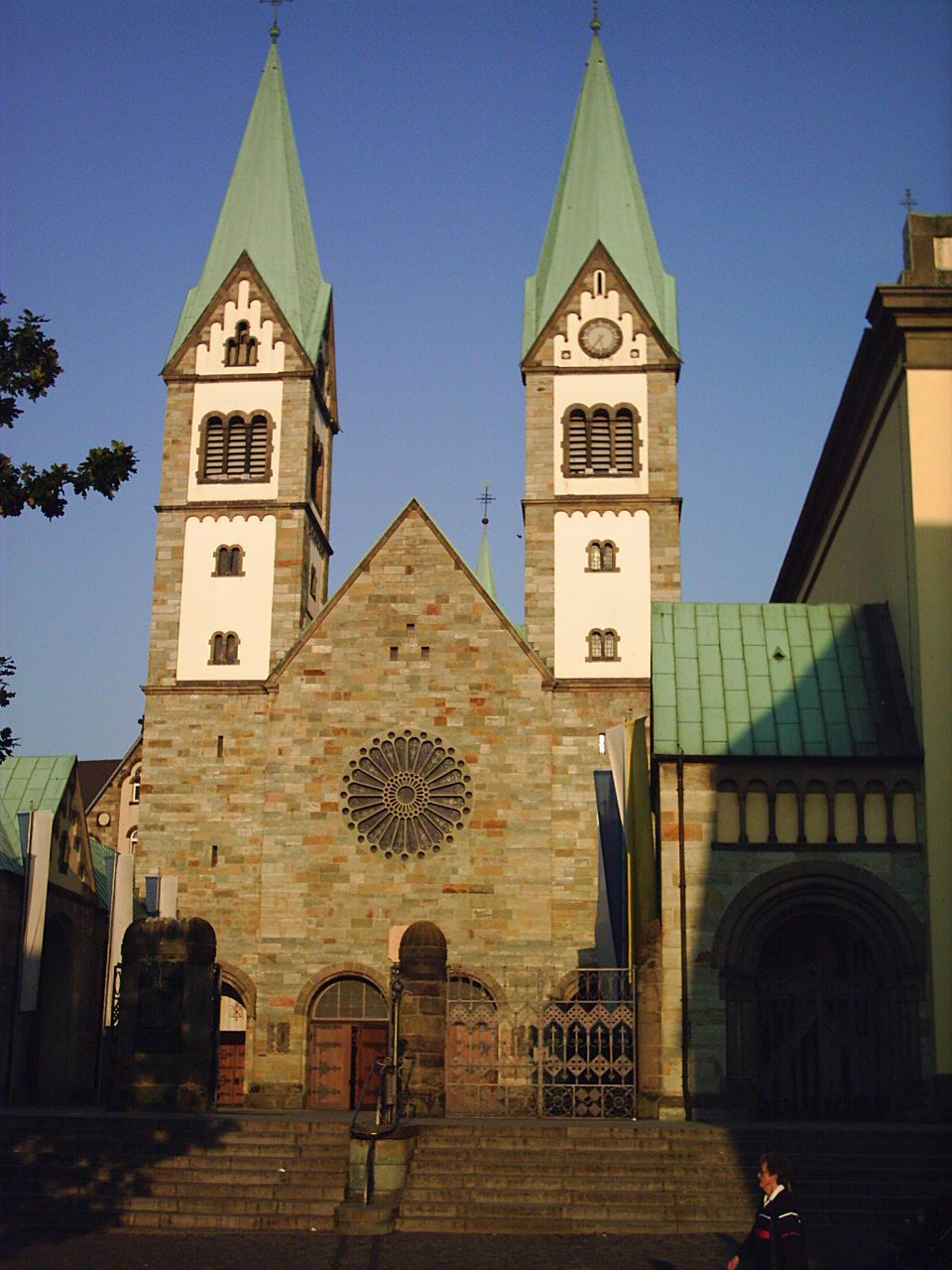
Wallfahrtsbasilika

### Kerken
- Sint-Walburgakerk, 14e-eeuwse gotische kerk, gebouwd op de fundamenten van een eerdere 10e-eeuwse kerk. In de kerk zetelde van 1478 tot 1821 een kerkelijke rechtbank van de aartsbisschoppen van Keulen, wat nog aan een in de kerk staande rechtersstoel te zien is. Mogelijk werden hier de vonnissen in de heksenprocessen uitgesproken.
- Bedevaartbasiliek Maria-Visitatie : Werl is het op twee na belangrijkste Maria-bedevaartoord van geheel Duitsland.
- Oude Bedevaartkerk

### Overige
- Forum der Völker, modern etnografisch museum, ontstaan uit de uit alle werelddelen afkomstige collectie van  de missionarissen van de kloosterorde der franciscanen. Afgezien van de zaterdag- en zondagmiddagen beperkt geopend; de Franciscanen hebben het museum in 2019 afgestoten en tijdelijk gesloten, het is de bedoeling, het in 2023 opnieuw in te richten. Tot de collectie behoren o.a. veel Chinese kèpèng - munten en voorwerpen van het Abelam-volk uit East Sepik, Papoea-Nieuw-Guinea.
- Ruïne van het kasteel, op het terrein van de door de Zusters Ursulinen geleide middelbare school
- Het plaatselijke streekmuseum, met interessante expositie over de stads- en bedevaartgeschiedenis, is het Städtische Museum am Rykenberg, in het Wendelin-Leidinger-Haus in het stadscentrum.
- Monumentaal voormalig stationsgebouw (1889), thans cultureel centrum
- Diverse oude vakwerkhuizen uit de 16e- 19e eeuw, vooral in de Krämergasse
- Tien km naar het zuiden, voorbij Wickede, begint het Sauerland, met volop mogelijkheden o.a. om in de bossen te wandelen, en in de winter aan langlaufen te doen.
- Het voormalige Kurpark met nagebouwde installaties die op de vroegere zoutwinning betrekking hebben
- Het dorp Hilbeck heeft een bezienswaardig, evangelisch-luthers kerkje (deels 13e-eeuws).

## Geboren in Werl
- Franz von Papen (1879-1969), Erbsälzer zu Werl, militair, politicus en diplomaat
- Philipp Rosenthal (1855-1937), Duits designer van porseleinen artikelen en industrieel, oprichter van de later naar Selb verhuisde porseleinfabriek Rosenthal AG
- Dimitri Hegemann (*1954), één der mensen achter het techno- platenlabel Interfisch en één der oprichters van de club Tresor (Berlijn)

## Partnergemeenten
Halle

## Afbeeldingen

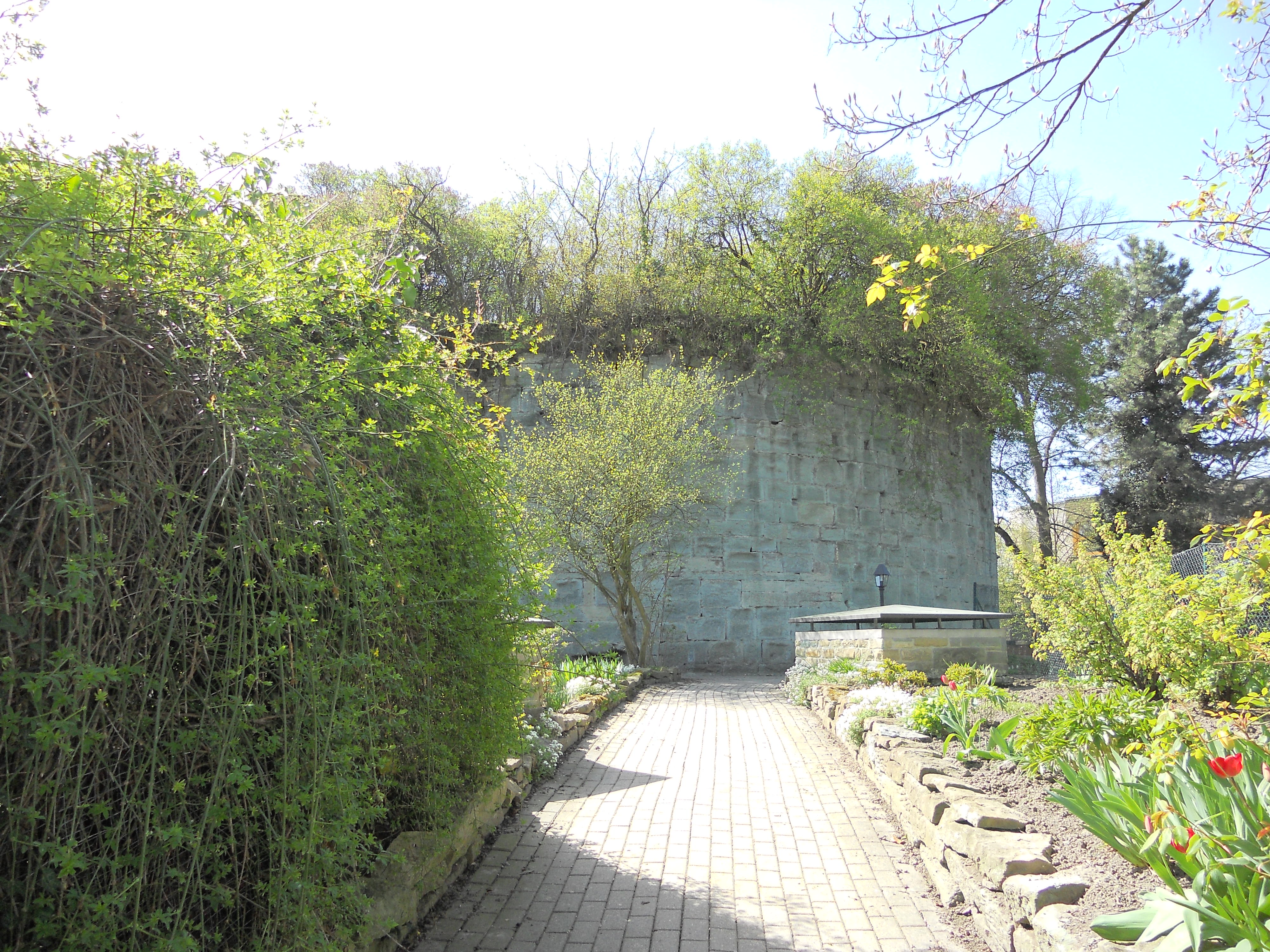
Ruïne van het kasteel van de keurvorst
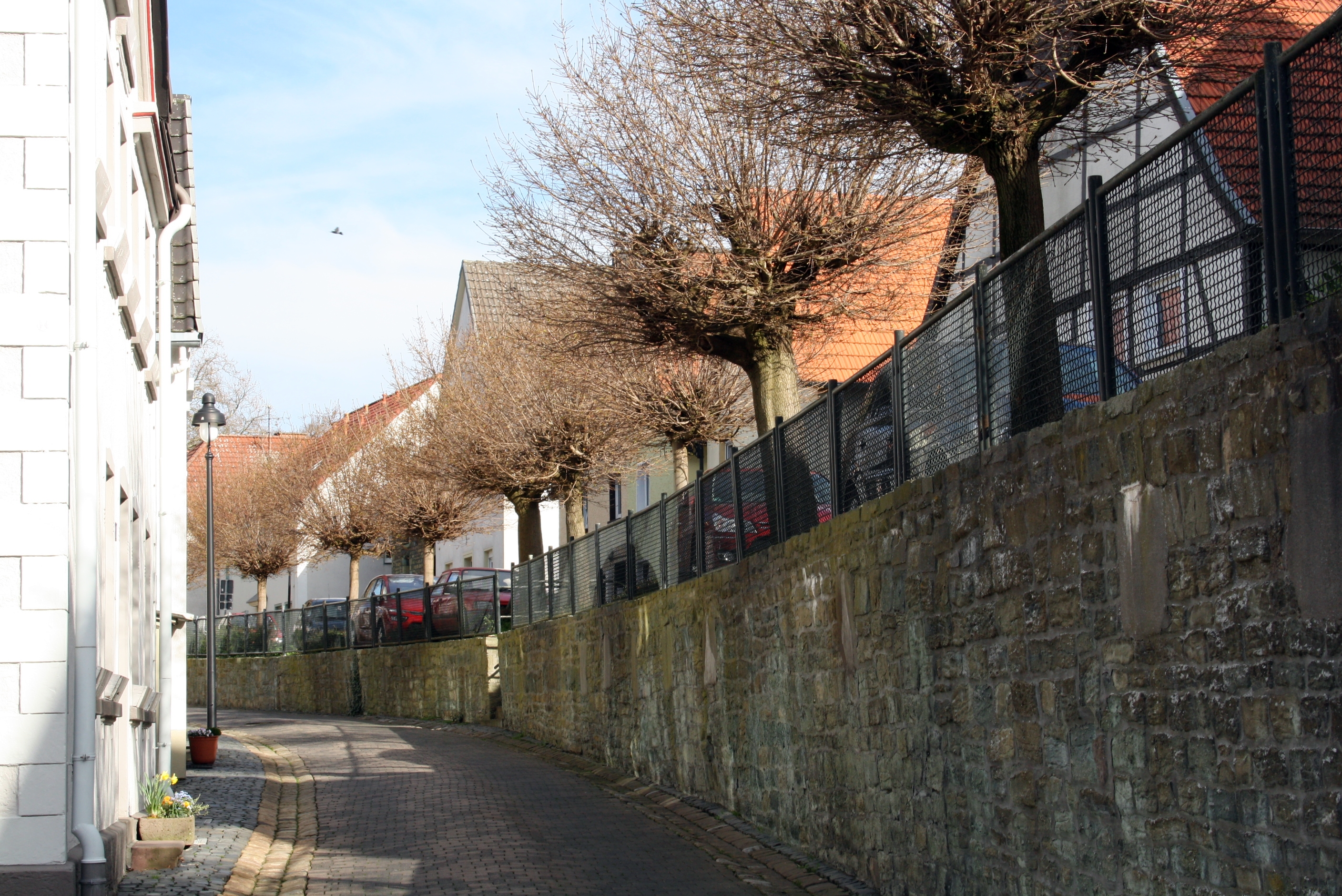
Restant van de oude stadsmuur
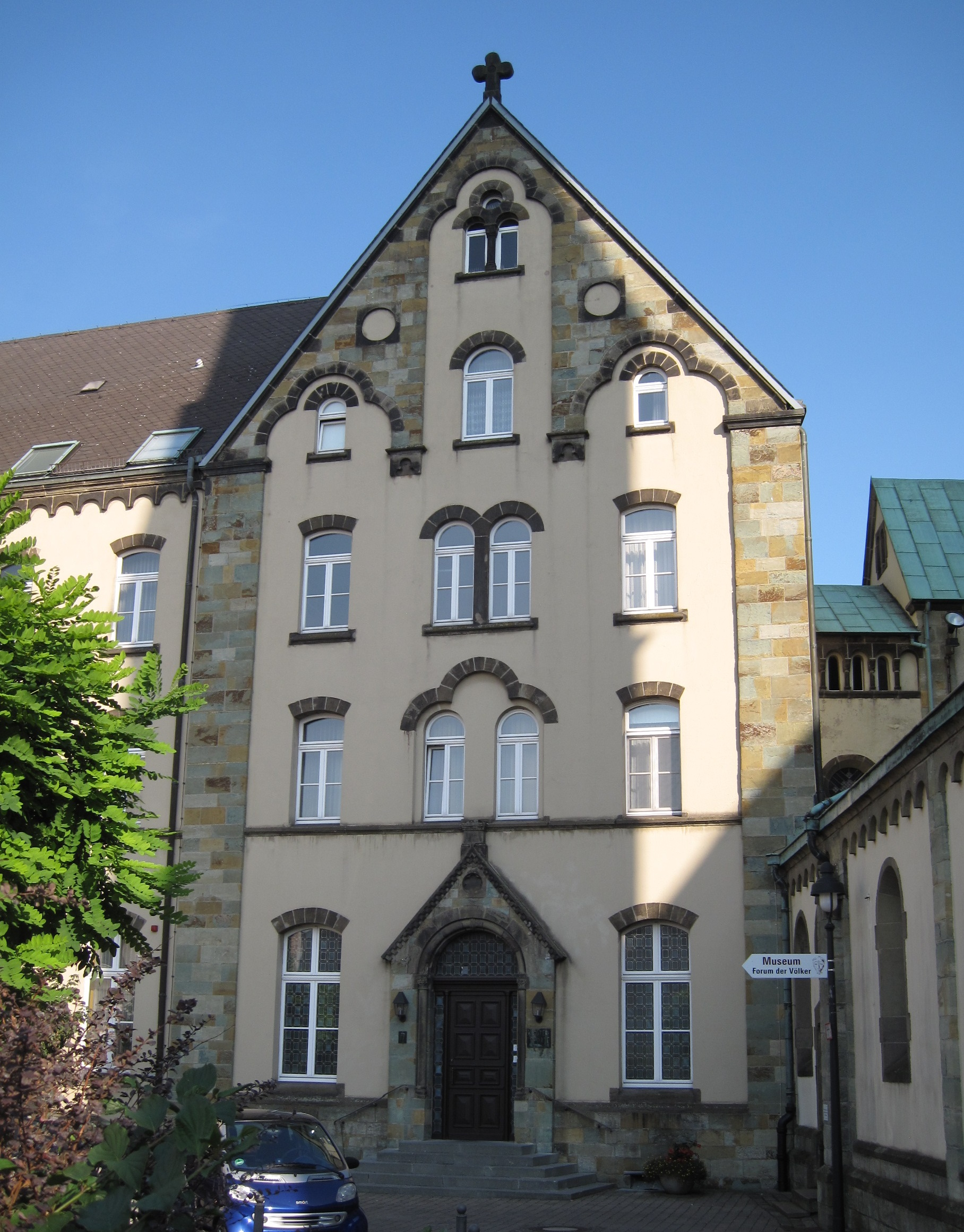
Voormalig Franciscanen-klooster
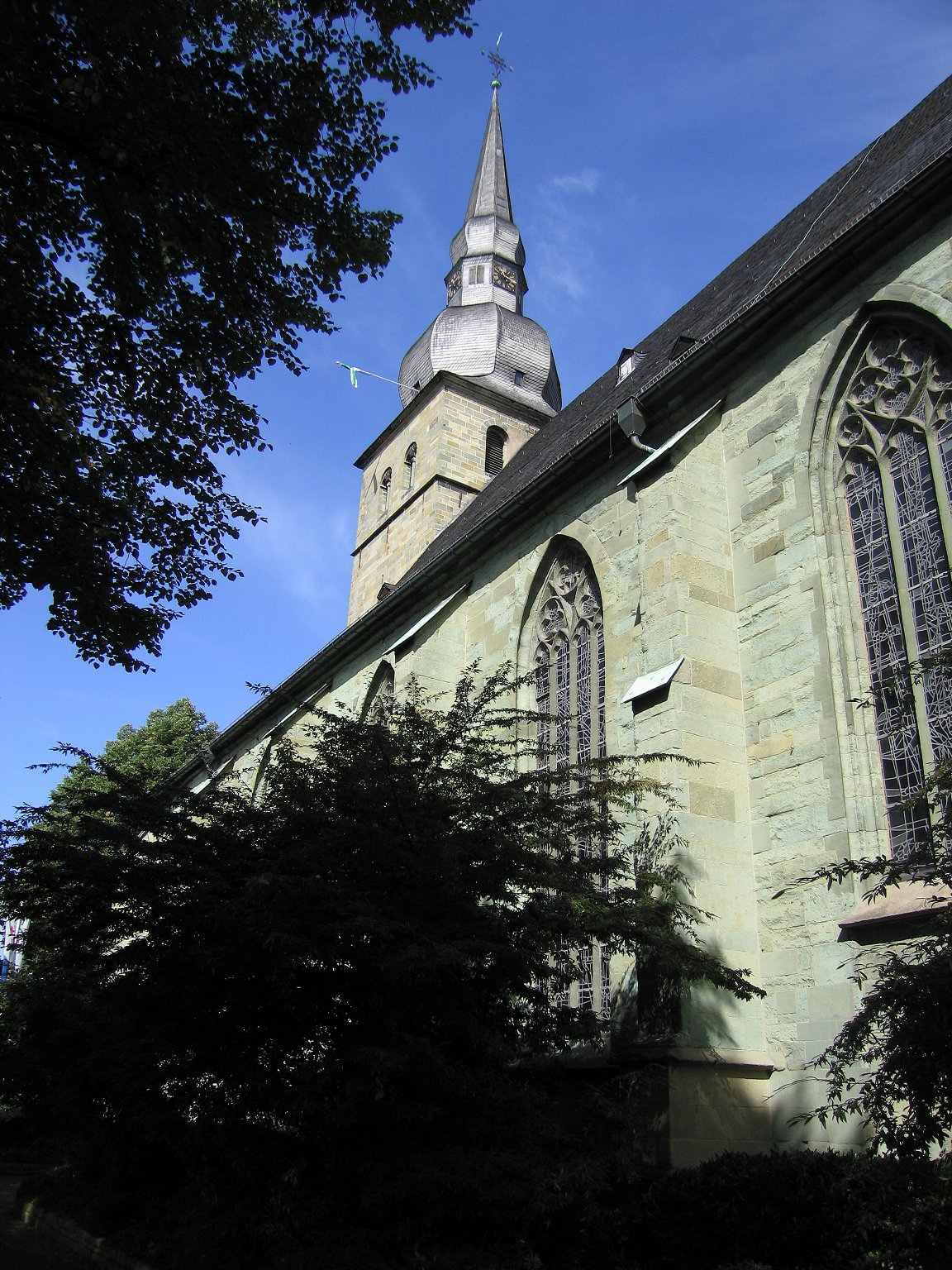
St.Walburgakerk
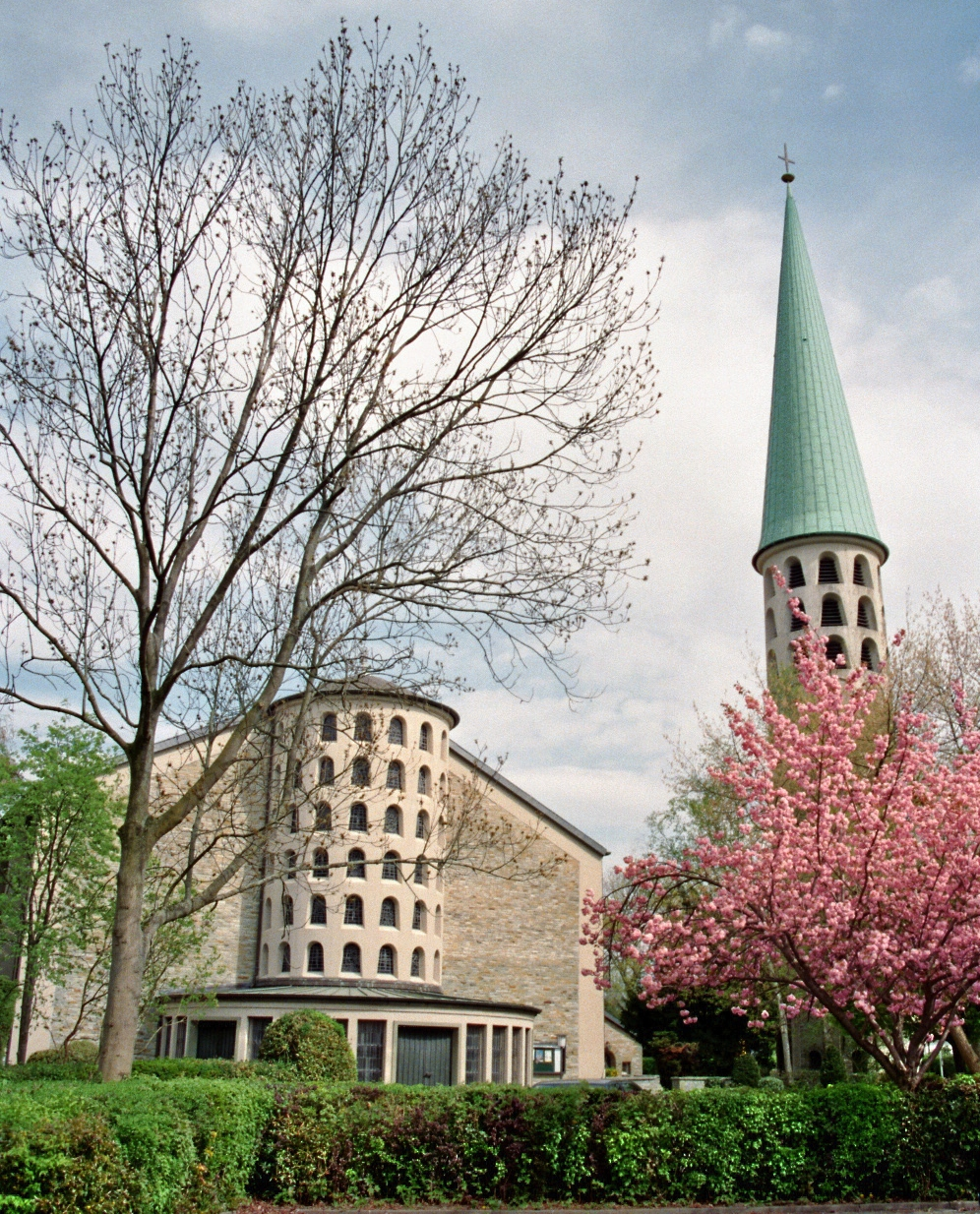
St.-Norbertuskerk
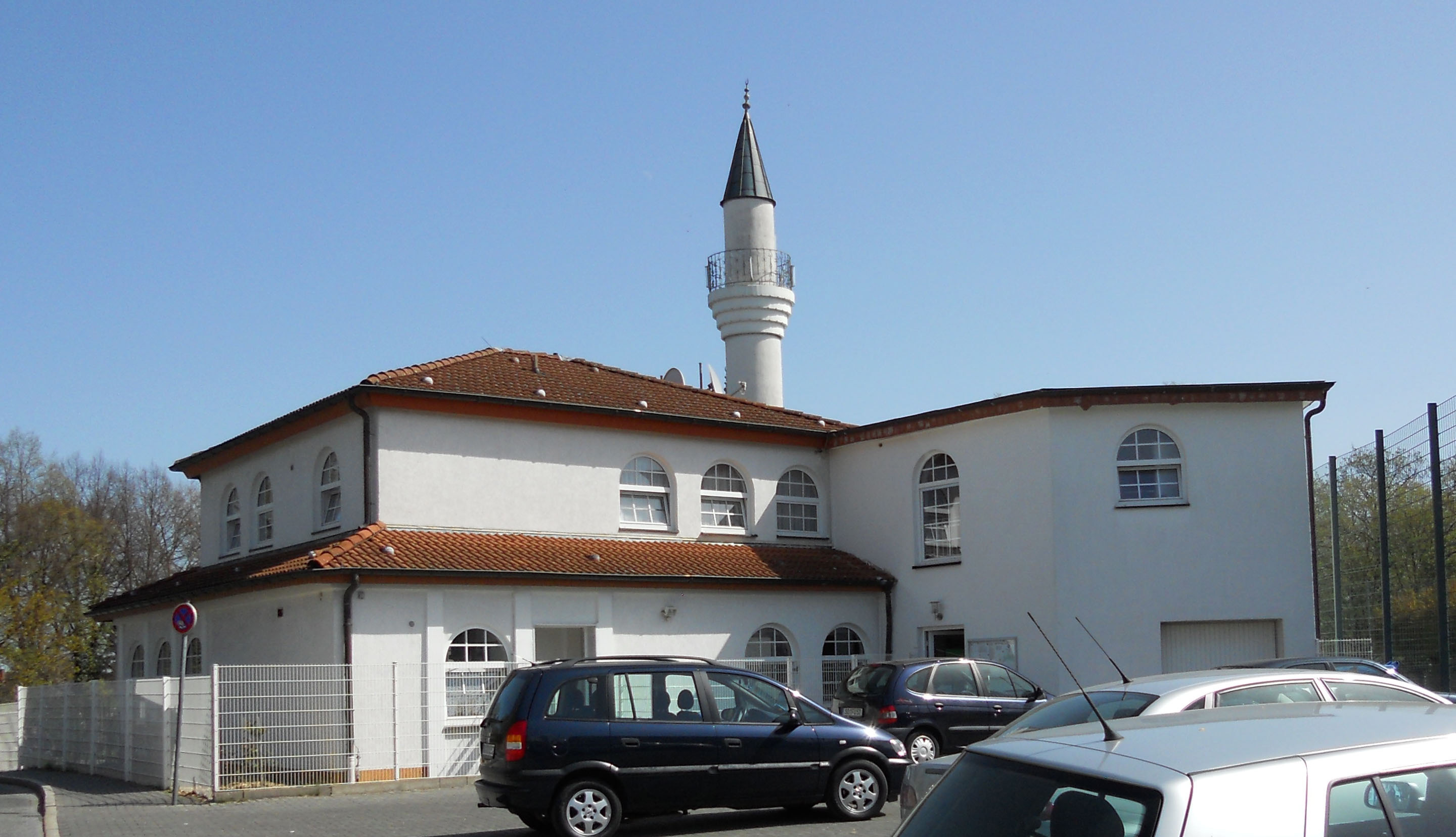
Moskee van Werl
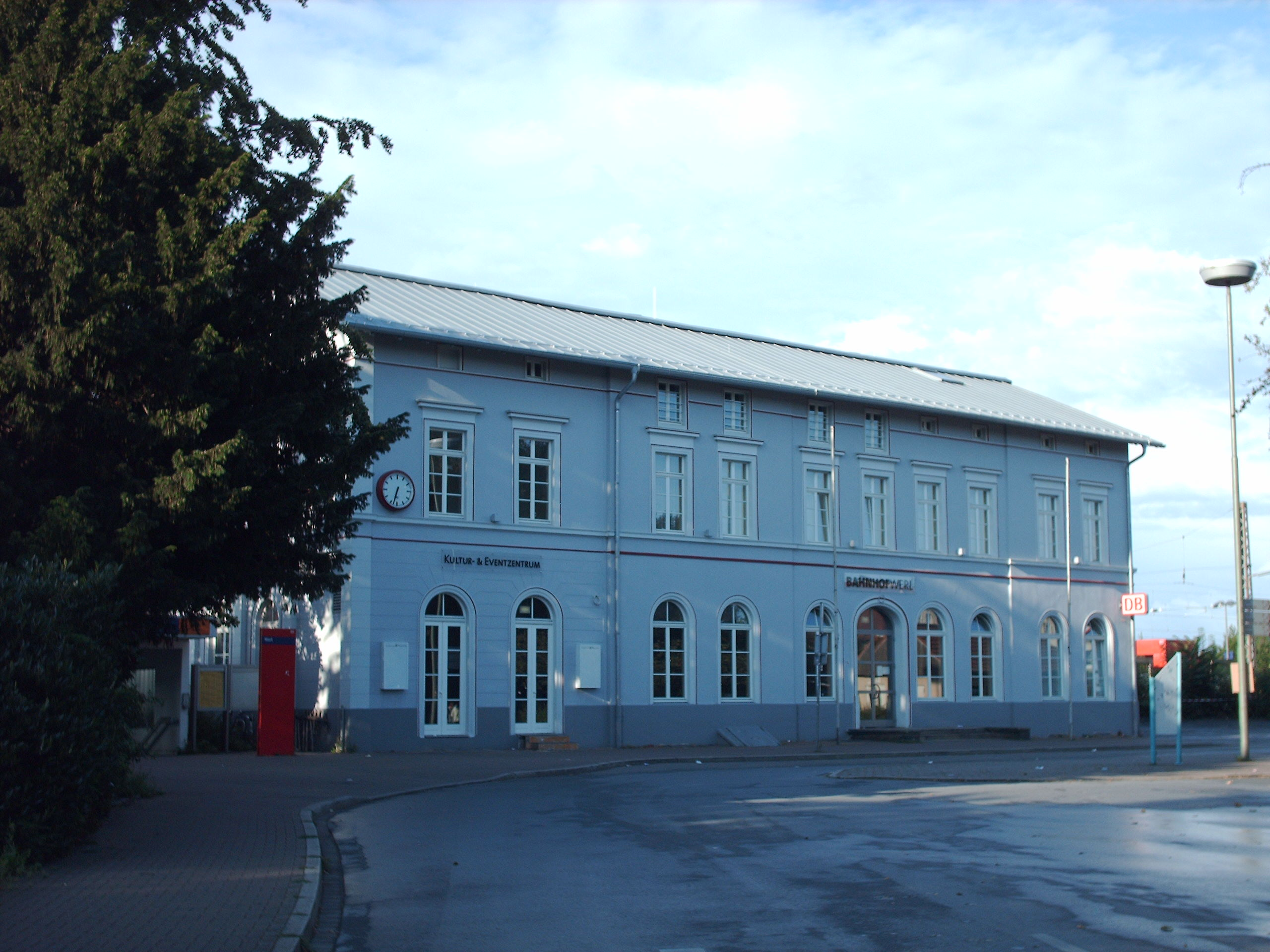
Het stationsgebouw, dat onder monumentenzorg staat
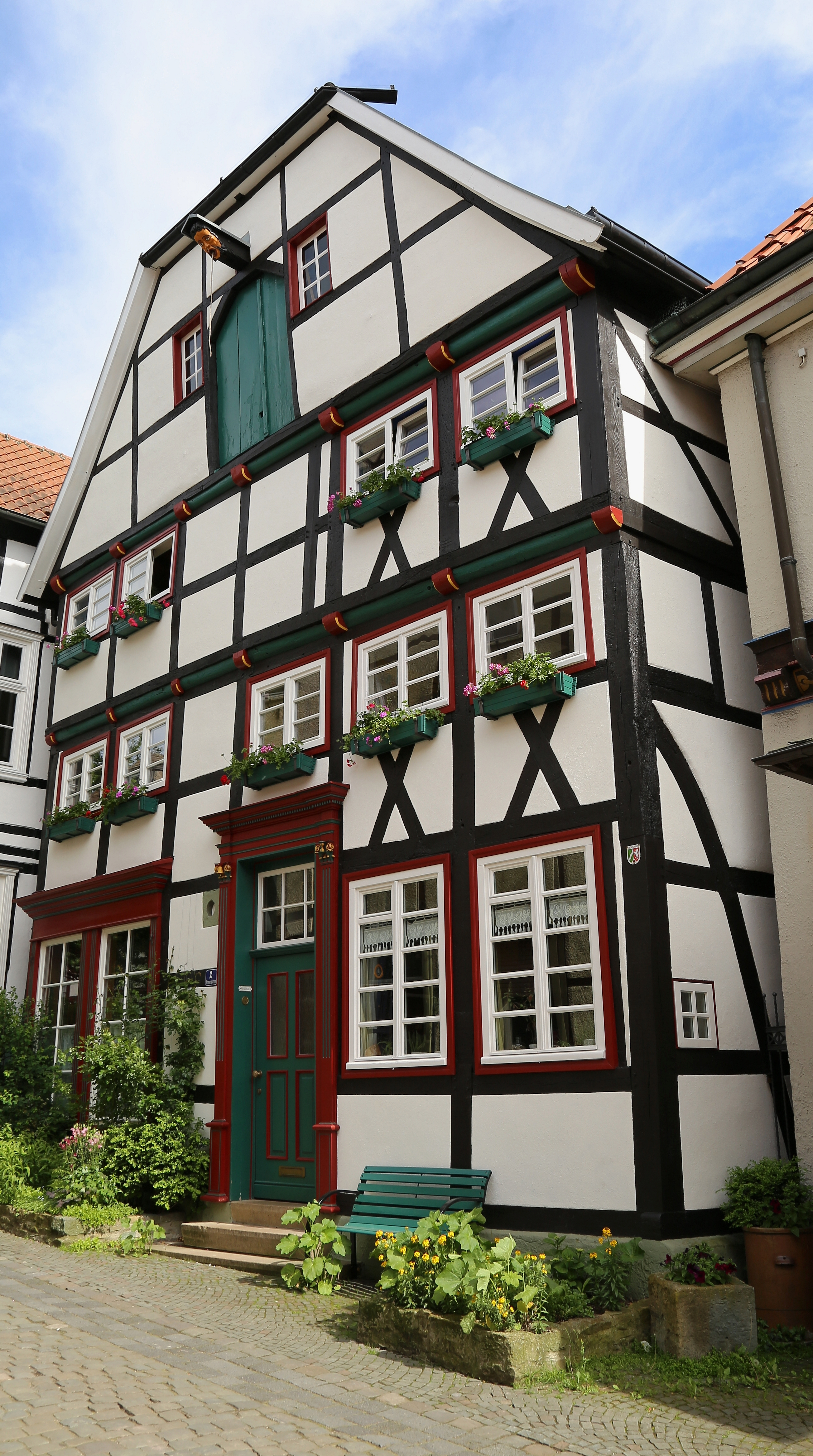
Vakwerkhuis aan de Krämer-gasse
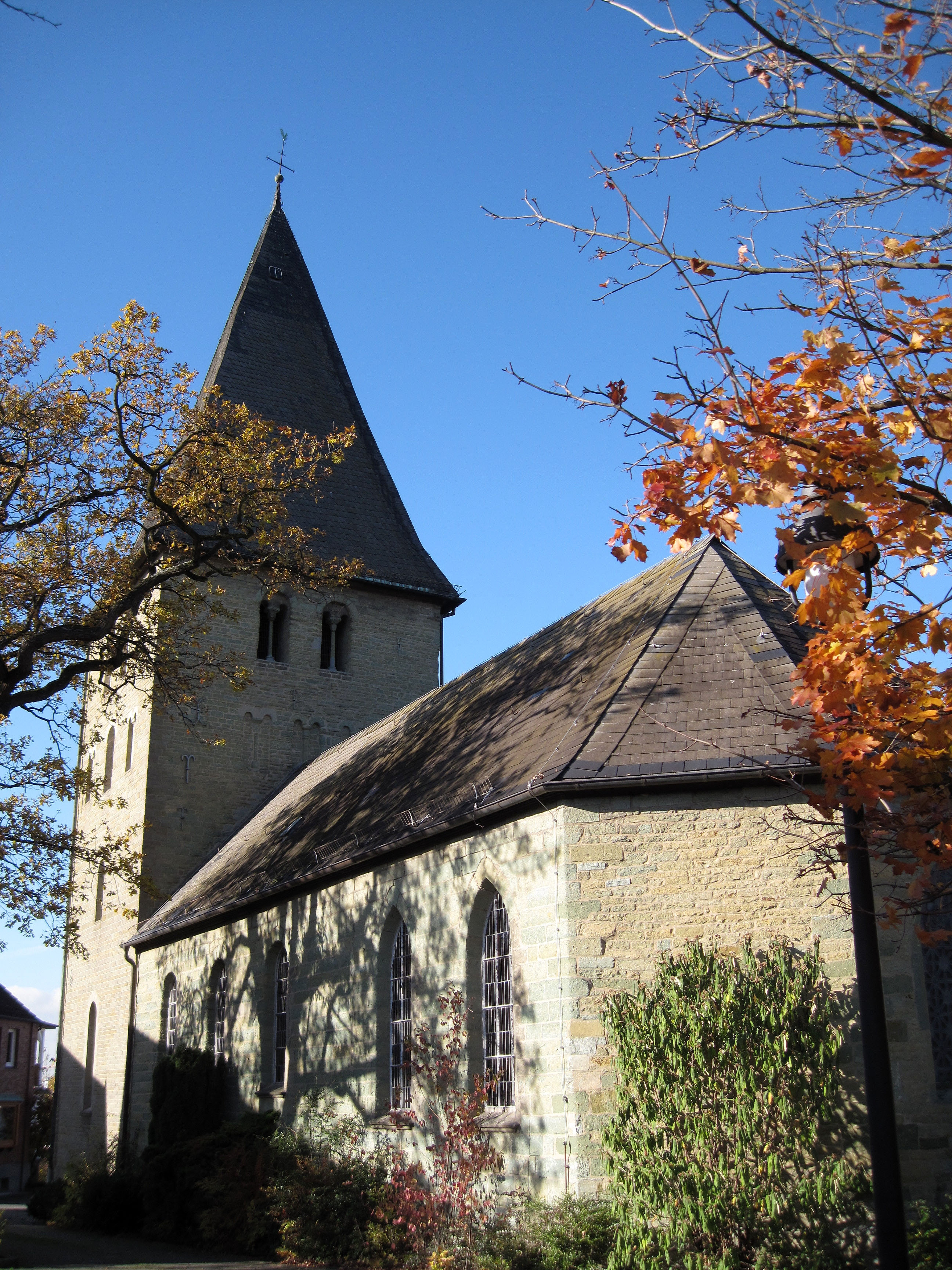
Kerkje van Hilbeck
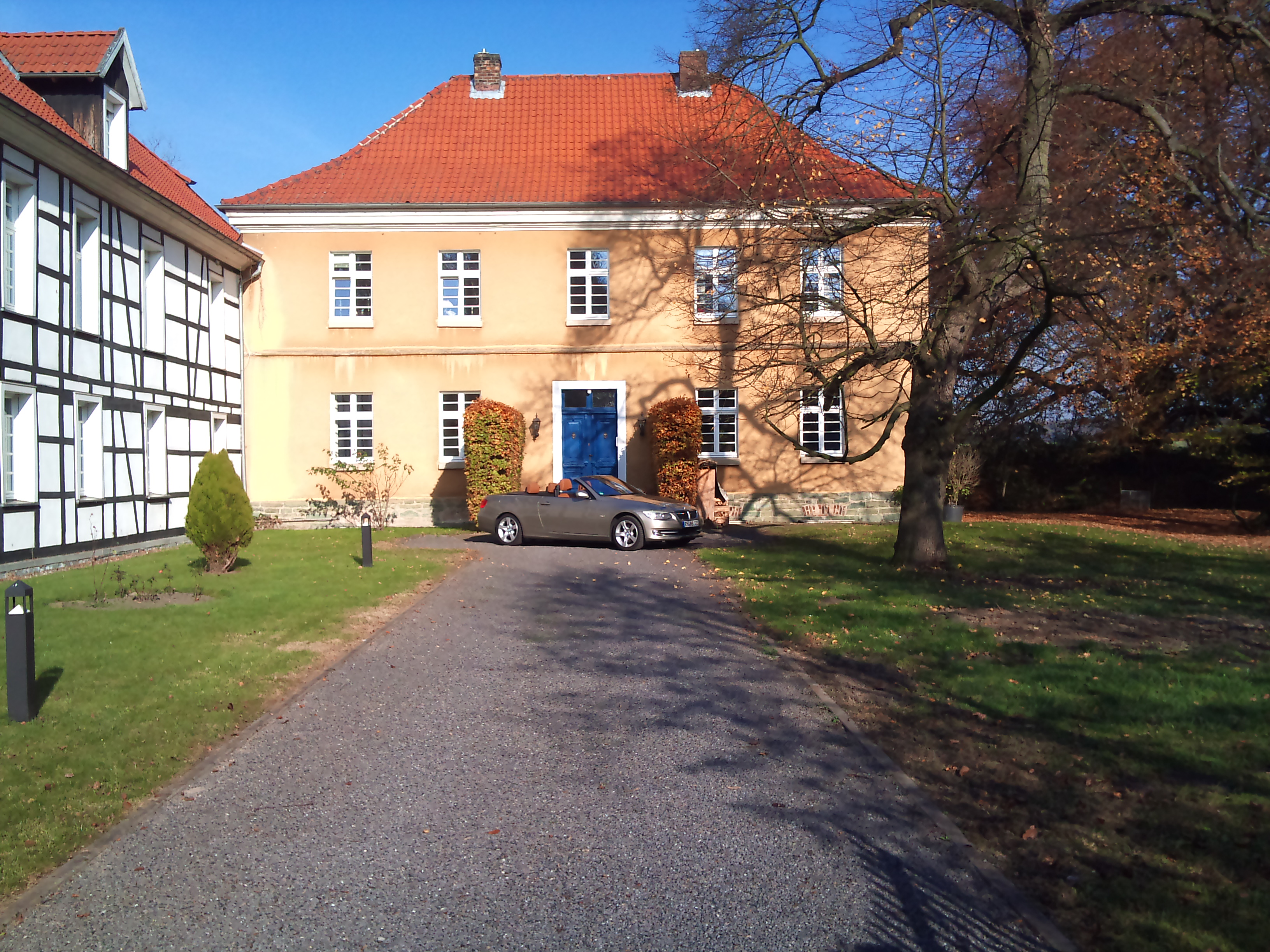
Voormalig kasteel Haus Hilbeck
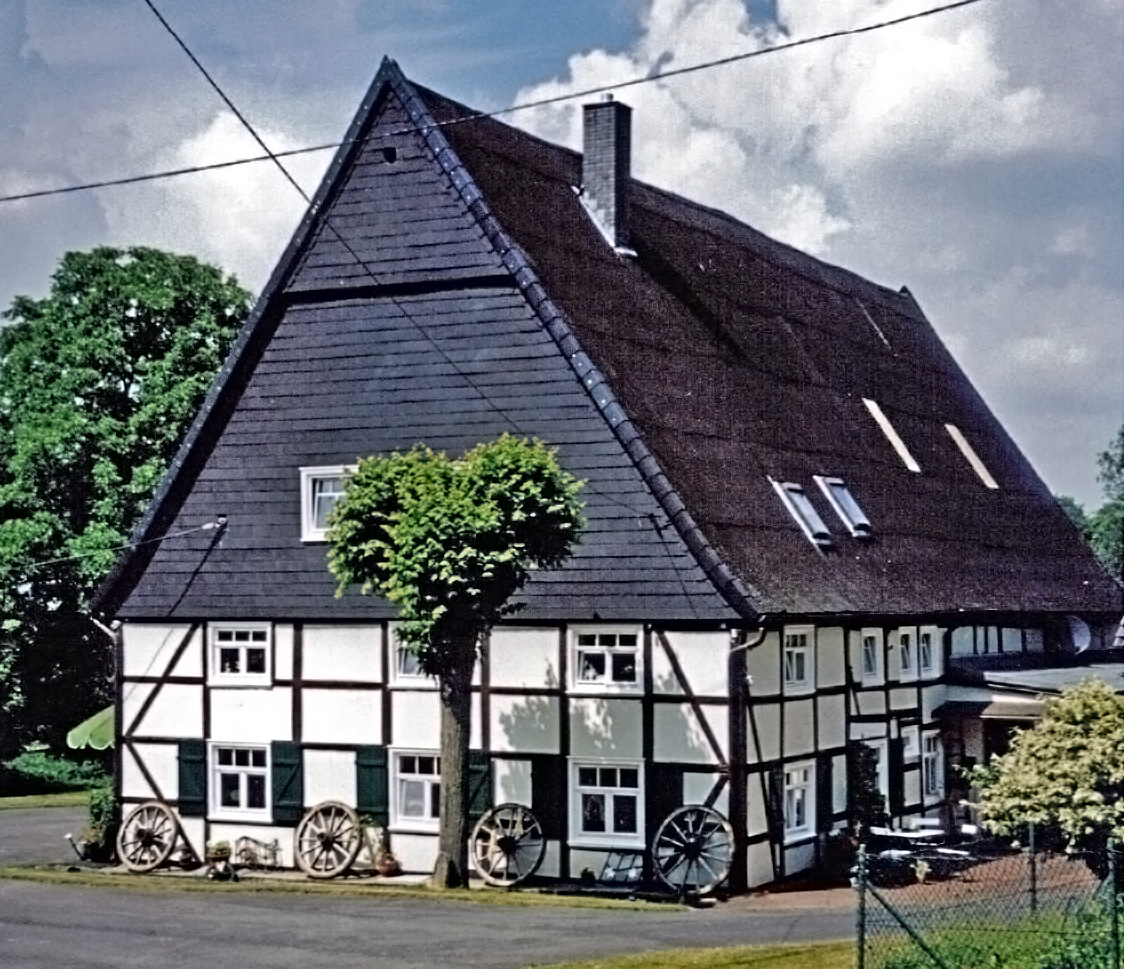
Schilderachtige oude boerderij in het gehucht Blumenthal
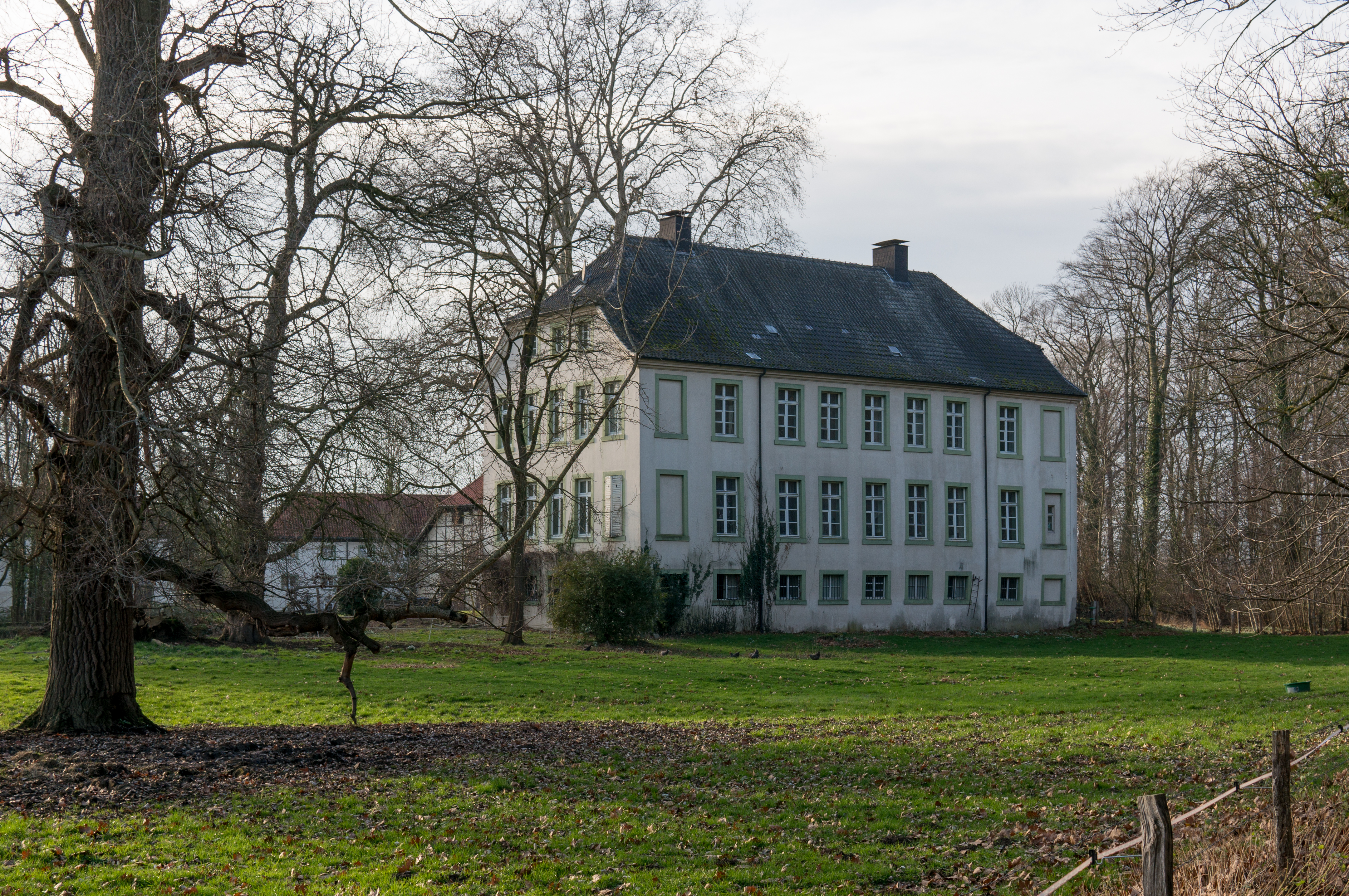
Haus Borg [5](18e-eeuws landhuis), Budberg

Anröchte · Bad Sassendorf · Ense · Erwitte · Geseke · Lippetal · Lippstadt · Möhnesee · Rüthen · Soest · Warstein · Welver · Werl · Wickede